# Komisja Nadzorcza Budowy Okrętów w Holandii
Komisja Nadzorcza Budowy Okrętów w Holandii – komisja powołana przez Kierownictwo Marynarki Wojennej RP do nadzoru budowy polskich okrętów podwodnych (ORP „Orzeł” i ORP „Sęp”) w holenderskich stoczniach.
Umowę w sprawie budowy tychże okrętów zawarli i podpisali 29 stycznia 1936 we Vlissingen szef Marynarki Wojennej RP adm. Jerzy Świrski oraz przedstawiciel stoczni „De Schelde” Marynarki Wojennej Holandii H. C. Wesseling.
Siedziba komisji mieściła się w Hadze.
Pierwszy meldunek komisji był adresowany bezpośrednio do szefa Kierownictwa Marynarki Wojennej. Wysłany 7 marca 1936 zawierał adres biura i jego wyposażenie.
Komisja kontrolowała przestrzeganie warunków umowy, składanie comiesięcznych sprawozdań z postępów budowy, dotrzymywanie terminów płatności oraz koordynowała dostawy materiałów potrzebnych do tejże budowy.